# Beatrix Nizozemská
Beatrix Vilemína Armgarda Oranžsko-Nasavská, princezna oranžsko-nasavská, princezna z Lippe-Biesterfeldu (* 31. ledna 1938 v Baarnu), je bývalá královna Nizozemska (od 30. dubna 1980 do 30. dubna 2013, kdy abdikovala ve prospěch svého syna Viléma-Alexandra). Úmysl abdikovat oznámila již 28. ledna téhož roku. Od své abdikace má titul princezna Beatrix.

## Životopis

### Dětství a mládí

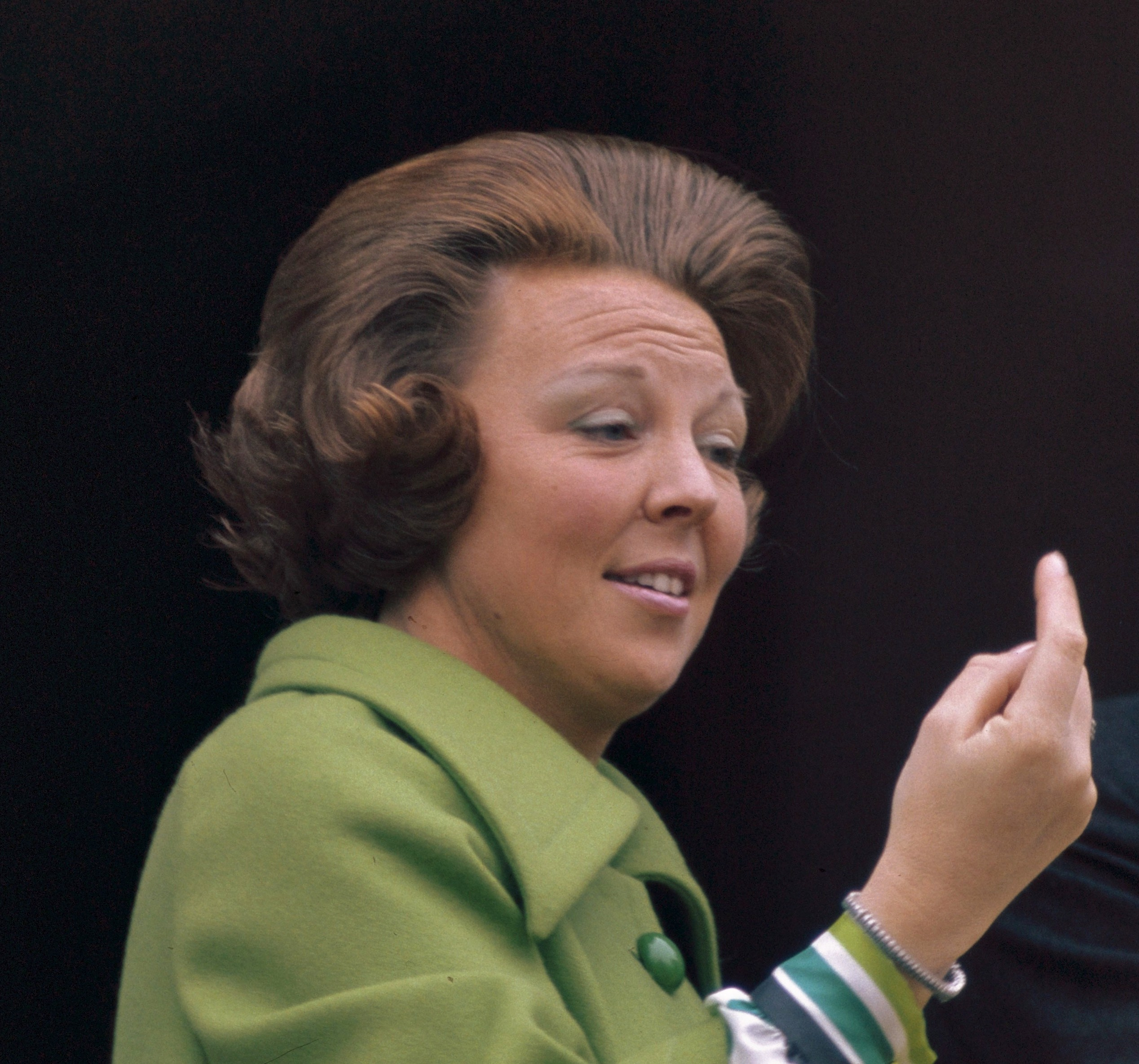
Beatrix v roce 1973

Beatrix je nejstarší ze čtyř dcer nizozemské královny Juliány a jejího manžela Bernharda prince zur Lippe-Biesterfeld. Její nejranější dětství bylo poznamenáno emigrací královské rodiny před nacisty v květnu 1940 – nejprve do Spojeného království a později do Kanady. Po návratu do vlasti v roce 1945 absolvovala Beatrix výuku v De Werkplaats, pokrokové škole Keese Boekeho v Bilthovenu.

### Korunní princezna
Následnicí trůnu a zároveň členkou Státní rady se stala podle nizozemské ústavy v den svých osmnáctých narozenin, 31. ledna 1956. V témže roce se zapsala na univerzitu v Leidenu, kde navštěvovala nejprve přednášky ze sociologie, práva, ekonomie, dějin parlamentu a ústavního práva a později i přednášky o kultuře Surinamu a Nizozemských Antil. Studium ukončila v roce 1961.
V červnu 1965 bylo oznámeno její zasnoubení s německým diplomatem Clausem von Amsberg. Vyslovení souhlasu obou komor nizozemského parlamentu předcházela určitá kritika s ohledem na snoubencovu národnost, po svatbě v roce 1966 se však princ Claus brzy stal uznávaným členem nizozemské královské rodiny. Se svým manželem měla Beatrix tři syny – současného nizozemského krále Viléma-Alexandra (* 27. dubna 1967), prince Johana Frisa (25. srpna 1968 – 12. srpna 2013) a prince Constantijna (* 11. října 1969).

### Královna
Na trůn nastoupila po abdikaci své matky Juliány v roce 1980. 30. duben, den její intronizace (obdoba korunovace - nizozemští panovníci nejsou korunováni) a zároveň narozeniny bývalé královny Juliány, známý jako Den Královny (Koninginnedag), byl ponechán státním svátkem a je každoročně oslavován. Stínem na tomto slavnostním aktu byly rozsáhlé sociální nepokoje, které v té době zmítaly Nizozemskem. Heslo „Geen woning, geen kroning“ (česky „žádný byt, žádná korunovace“), které si na transparenty napsali okupanti domů v mnoha částech země, se stalo symbolem nástupu mladé královny na trůn. Jí i celou královskou rodinu tehdy musely chránit zástupy policistů. Oblibu svých poddaných si ale nakonec dokázala vybojovat. Ve funkci hlavy státu Beatrix od počátku vystupovala formálněji než její matka, vzhledem ke svému vzdělání si však brzy získala u občanů respekt.

### Pokus o atentát
30. dubna 2009 při oslavách Dne královny v Apeldoornu jen těsně unikla atentátu. Ve chvíli, kdy královský průvod pomalu projížděl po hlavní ulici, se náhle objevil automobil, který ve vysoké rychlosti prorazil policejní zátarasy, jen těsně minul projíždějící autokar s královnou a členy královské rodiny, vjel do davu přihlížejících a narazil do podstavce pomníku. Na místě byli zabiti čtyři lidé, osm dalších utrpělo vážná a pět lehčí zranění. Dva další na následky zranění zemřeli později v nemocnici, stejně jako řidič. Ten před smrtí stačil ještě přiznat, že jeho terčem byla královská rodina, motiv jeho činu však již zůstal neznámý. Nizozemská prokuratura uvedla, že nic nenaznačuje, že by šlo o čin teroristického rázu. Muž prý jednal sám a neměl žádné napojení na nějakou teroristickou nebo ideologickou skupinu.

### Abdikace
28. ledna 2013 oznámila, že 30. dubna téhož roku abdikuje. Jejím nástupcem je její nejstarší syn Vilém-Alexandr. O abdikaci královna uvažovala již několik let.

## Vývod z předků
|                    |                                              |  |                                       |                                      |  |  |  |  |  |  |  | Juliust zur Lippe-Biesterfeld |
|                    |                                              |  |                                       |                                      |  |  |  |  |  |  |  |                               |
|                    | Arnošt II. zur Lippe-Biesterfeld             |  |                                       |                                      |  |  |  |  |  |  |  |                               |
|                    |                                              |  |                                       |                                      |  |  |  |  |  |  |  |                               |
|                    |                                              |  |                                       | Adelheid Clotilde z Castell-Castellu |  |  |  |  |  |  |  |                               |
|                    |                                              |  |                                       |                                      |  |  |  |  |  |  |  |                               |
|                    | Bernhard zur Lippe-Biesterfeld               |  |                                       |                                      |  |  |  |  |  |  |  |                               |
|                    |                                              |  |                                       |                                      |  |  |  |  |  |  |  |                               |
|                    |                                              |  |                                       | Leopold Otto z Wartenslebenu         |  |  |  |  |  |  |  |                               |
|                    |                                              |  |                                       |                                      |  |  |  |  |  |  |  |                               |
|                    | Karoline z Wartenslebenu                     |  |                                       |                                      |  |  |  |  |  |  |  |                               |
|                    |                                              |  |                                       |                                      |  |  |  |  |  |  |  |                               |
|                    |                                              |  |                                       | Mathilde Halbach                     |  |  |  |  |  |  |  |                               |
|                    |                                              |  |                                       |                                      |  |  |  |  |  |  |  |                               |
|                    | Bernhard Lippsko-Biesterfeldský              |  |                                       |                                      |  |  |  |  |  |  |  |                               |
|                    |                                              |  |                                       |                                      |  |  |  |  |  |  |  |                               |
|                    |                                              |  |                                       | Wolfgang Adolf z Crammu              |  |  |  |  |  |  |  |                               |
|                    |                                              |  |                                       |                                      |  |  |  |  |  |  |  |                               |
|                    | Aschwin ze Sierstorpff-Crammu                |  |                                       |                                      |  |  |  |  |  |  |  |                               |
|                    |                                              |  |                                       |                                      |  |  |  |  |  |  |  |                               |
|                    |                                              |  |                                       | Hedviga z Crammu                     |  |  |  |  |  |  |  |                               |
|                    |                                              |  |                                       |                                      |  |  |  |  |  |  |  |                               |
|                    | Armgard ze Sierstorpff-Crammu                |  |                                       |                                      |  |  |  |  |  |  |  |                               |
|                    |                                              |  |                                       |                                      |  |  |  |  |  |  |  |                               |
|                    |                                              |  |                                       | Ernst Moritz ze Sierstorpff-Driburgu |  |  |  |  |  |  |  |                               |
|                    |                                              |  |                                       |                                      |  |  |  |  |  |  |  |                               |
|                    | Hedwiga ze Sierstorpff-Driburgu              |  |                                       |                                      |  |  |  |  |  |  |  |                               |
|                    |                                              |  |                                       |                                      |  |  |  |  |  |  |  |                               |
|                    |                                              |  |                                       | Karoline z Vincke                    |  |  |  |  |  |  |  |                               |
|                    |                                              |  |                                       |                                      |  |  |  |  |  |  |  |                               |
| Beatrix Nizozemská |                                              |  |                                       |                                      |  |  |  |  |  |  |  |                               |
|                    |                                              |  |                                       |                                      |  |  |  |  |  |  |  |                               |
|                    |                                              |  | Pavel Fridrich Meklenbursko-Zvěřínský |                                      |  |  |  |  |  |  |  |                               |
|                    |                                              |  |                                       |                                      |  |  |  |  |  |  |  |                               |
|                    | Bedřich František II. Meklenbursko-Zvěřínský |  |                                       |                                      |  |  |  |  |  |  |  |                               |
|                    |                                              |  |                                       |                                      |  |  |  |  |  |  |  |                               |
|                    |                                              |  |                                       | Alexandra Pruská                     |  |  |  |  |  |  |  |                               |
|                    |                                              |  |                                       |                                      |  |  |  |  |  |  |  |                               |
|                    | Jindřich Meklenbursko-Zvěřínský              |  |                                       |                                      |  |  |  |  |  |  |  |                               |
|                    |                                              |  |                                       |                                      |  |  |  |  |  |  |  |                               |
|                    |                                              |  |                                       | Adolf Schwarzbursko-Rudolstadtský    |  |  |  |  |  |  |  |                               |
|                    |                                              |  |                                       |                                      |  |  |  |  |  |  |  |                               |
|                    | Marie Schwarzbursko-Rudolstadtská            |  |                                       |                                      |  |  |  |  |  |  |  |                               |
|                    |                                              |  |                                       |                                      |  |  |  |  |  |  |  |                               |
|                    |                                              |  |                                       | Matylda Schonbursko-Waldenburská     |  |  |  |  |  |  |  |                               |
|                    |                                              |  |                                       |                                      |  |  |  |  |  |  |  |                               |
|                    | Juliána Nizozemská                           |  |                                       |                                      |  |  |  |  |  |  |  |                               |
|                    |                                              |  |                                       |                                      |  |  |  |  |  |  |  |                               |
|                    |                                              |  |                                       | Vilém II. Nizozemský                 |  |  |  |  |  |  |  |                               |
|                    |                                              |  |                                       |                                      |  |  |  |  |  |  |  |                               |
|                    | Vilém III. Nizozemský                        |  |                                       |                                      |  |  |  |  |  |  |  |                               |
|                    |                                              |  |                                       |                                      |  |  |  |  |  |  |  |                               |
|                    |                                              |  |                                       | Anna Pavlovna Ruská                  |  |  |  |  |  |  |  |                               |
|                    |                                              |  |                                       |                                      |  |  |  |  |  |  |  |                               |
|                    | Vilemína Nizozemská                          |  |                                       |                                      |  |  |  |  |  |  |  |                               |
|                    |                                              |  |                                       |                                      |  |  |  |  |  |  |  |                               |
|                    |                                              |  |                                       | Jiří Viktor Waldecko-Pyrmontský      |  |  |  |  |  |  |  |                               |
|                    |                                              |  |                                       |                                      |  |  |  |  |  |  |  |                               |
|                    | Emma Waldecko-Pyrmontská                     |  |                                       |                                      |  |  |  |  |  |  |  |                               |
|                    |                                              |  |                                       |                                      |  |  |  |  |  |  |  |                               |
|                    |                                              |  |                                       | Helena Nasavská                      |  |  |  |  |  |  |  |                               |
|                    |                                              |  |                                       |                                      |  |  |  |  |  |  |  |                               |

Mezi předky Beatrix Nizozemské patří ruský car Pavel I. a pruský král Fridrich Vilém III.